# 琉璃繁缕属
琉璃繁缕属（学名：Anagallis）是报春花科下的一个属，为一年生或多年生草本植物。该属共有约28种，分布于全球。
现为珍珠菜属 （Lysimachia L.）的异名。

## 物种
本属包括以下物种：
- 琉璃繁缕 Anagallis arvensis